# Кикория, Платон Иванович
Платон Иванович Кикория (1903, Беслахуба, Кутаисская губерния — не ранее 1991) — советский хозяйственный, государственный и политический деятель.

## Биография
Родился в 1903 году в селе Беслахуба. Член КПСС с 1931 года.
С 1921 года — на хозяйственной, общественной и политической работе. В 1921—1978 гг. — учитель ликбеза, учитель крестьянской школы, секретарь укома ВЛКСМ, зав. ОРГО парткома Ткварчелстроя, замсекретаря Очамчирского райкома ВКП(б), зав. ОРГО Абхазского обкома ВКП(б), заместитель секретаря Сухумского горкома ВКП(б), 2-й секретарь Абхазского обкома ВКП(б), и. о. 1-го заместителя председателя ЦИК Абхазской ССР, арестован, освобождён, учитель средней школы в Очамчире.
12 декабря 1937 года был избран депутатом Верховного Совета СССР 1-го созыва.
Умер после 1991 года.